# Su Sanbat
Su Sanbat (arab. سو سنباط) – wieś w Syrii, w muhafazie Aleppo. W 2004 roku liczyła 939 mieszkańców.